# Les Éparges
Les Éparges è un comune francese di 61 abitanti situato nel dipartimento della Mosa nella regione del Grand Est.

## Geografia
Les Éparges è situata a 22 km a sud-est di Verdun.

## Storia
Durante la prima guerra mondiale, tra il 1914 ed il 1915, Les Éparges, ed in particolare le alture immediatamente ad est del villaggio, furono teatro di violentissimi scontri tra le truppe francesi e quelle tedesche.

### Simboli
Lo stemma del comune è stato adottato il  14 ottobre 2016.

## Società

### Evoluzione demografica
Abitanti censiti